# Quận St. Lawrence, New York
Quận St. Lawrence (tiếng Anh: St. Lawrence County) là một quận trong tiểu bang New York, Hoa Kỳ. Quận lỵ là thành phố Canton 6. Theo điều tra dân số năm 2000 của Cục điều tra dân số Hoa Kỳ, quận này có dân số 111.936 người 2.